# Liste der Ehrenbürger von Feuchtwangen
Die Stadt Feuchtwangen hat zwischen 1869 und 1945 acht Personen das Ehrenbürgerrecht verliehen. Es war die höchste Auszeichnung, die die Stadt vergab.
Außerdem waren 1933 Paul von Hindenburg und Adolf Hitler zu Ehrenbürgern ernannt worden. Diese Ehrungen wurden 1946 auf Beschluss des Feuchtwanger Stadtrates wieder aberkannt.
Nach Kriegsende verzichtete man auf diese Art der Ehrung. An deren Stelle wurde 1988 der Ehrenring der Stadt Feuchtwangen geschaffen, der nunmehr als höchste Auszeichnung an jene Personen vergeben wird, die sich durch außergewöhnliche Verdienste um die Stadt verdient gemacht haben oder durch hervorragende Leistungen das Ansehen der Stadt gemehrt haben.
Hinweis: Die Auflistung erfolgt chronologisch nach Datum der Zuerkennung.

## Die Ehrenbürger der Stadt Feuchtwangen
1. Christian Samuel Meinel (* 17. Oktober 1795; † 1. Dezember 1877 in Feuchtwangen)
Dekan
Verleihung 1869
2. Friedrich Ernst Aub (* 30. August 1837 in Fürth; † 18. März 1900 in München)
Arzt, Landtagsabgeordneter
Verleihung am 14. Juli 1874
3. Gottlieb Hauser (* 30. Oktober 1822 in Feuchtwangen; † 9. Dezember 1900 in Feuchtwangen)
Oberlehrer, Organist
Verleihung am 11. März 1896
4. Wilhelm Schaudig (* 1. Dezember 1845 in Windsheim; † 6. Februar 1930 in Feuchtwangen)
Kirchenrat, Dekan
Verleihung am 26. November 1925
5. Josef Herzlieb (* 1857 in Hoyerberg bei Lindau im Bodensee; † 8. März 1927 in Dinkelsbühl)
Stadtpfarrer, Geistlicher Rat und Dekan
Verleihung am 26. November 1925
6. Friedrich Fückel (* 25. Dezember 1850 in Feuchtwangen; † 1931)
Bürgermeister
Verleihung 1926
7. Hans Güthlein (* 29. Januar 1871 in Erlangen; † 18. März 1935 in Nürnberg)
Sanitätsrat
Verleihung 1926
8. Carl May (* 30. April 1856 in Feuchtwangen; † 12. Juli 1928 in Nürnberg)
2. Bürgermeister
Verleihung am 26. April 1926
  - Paul von Hindenburg (* 2. Oktober 1847 in Posen; † 2. August 1934 auf Gut Neudeck)

Generalfeldmarschall, Reichspräsident
Verleihung 1933; aberkannt 1946
  - Adolf Hitler (* 20. April 1889 in Braunau am Inn; † 30. April 1945 in Berlin)

Reichskanzler
Verleihung 1933; aberkannt 1946

## Träger des Ehrenrings der Stadt Feuchtwangen
1. Ernst Hähnlein (* 20. Juni 1908 in Schopfloch † 6. Juni 1996 in Feuchtwangen)
Bauunternehmer
langjähriger Stadtrat, Kreisrat und ehrenamtlicher Verwaltungsrat der Sparkasse
Gründungsvorsitzender des Vereins für Handel, Handwerk und Industrie (Gewerbeverein)
Mitbegründer des Vereins für Volkskunst und Volkskund sowie der Gemeinnützigen Baugenossenschaft
Träger des Bundesverdienstkreuzes am Bande
ausgezeichnet mit der Medaille des Landkreises Ansbach und des Freistaats Bayern für besondere Verdienste um die kommunale Selbstverwaltung
als langjähriger Vorsitzender des Gewerbevereins Initiator und Motor des Mooswiesenfestzugs, des Altstadtfests, des Weihnachtsmarkts und der Heimatabende
2. Ernst Weißbeck († 16. Januar 2008)
Bürgermeister der früheren Gemeinde Breitenau bis Ende 1971
2. Bürgermeister in Feuchtwangen 1972–1990
Kreistagsmitglied (Landkreis Ansbach) 1972–1990
3. Wolf Rüdiger Eckhardt
Bürgermeister in Feuchtwangen 1972–2008
Kreistagsmitglied (Landkreis Ansbach) seit 1978